# ナゲット・ポイント燈台
ナゲット・ポイント燈台（英語、Nugget Point Lighthouse）は、ニュージーランドの南島南端部のオタゴ地方南東部のクルサ地区南東部のナゲット・ポイントに設置されている燈台である。

## 概要

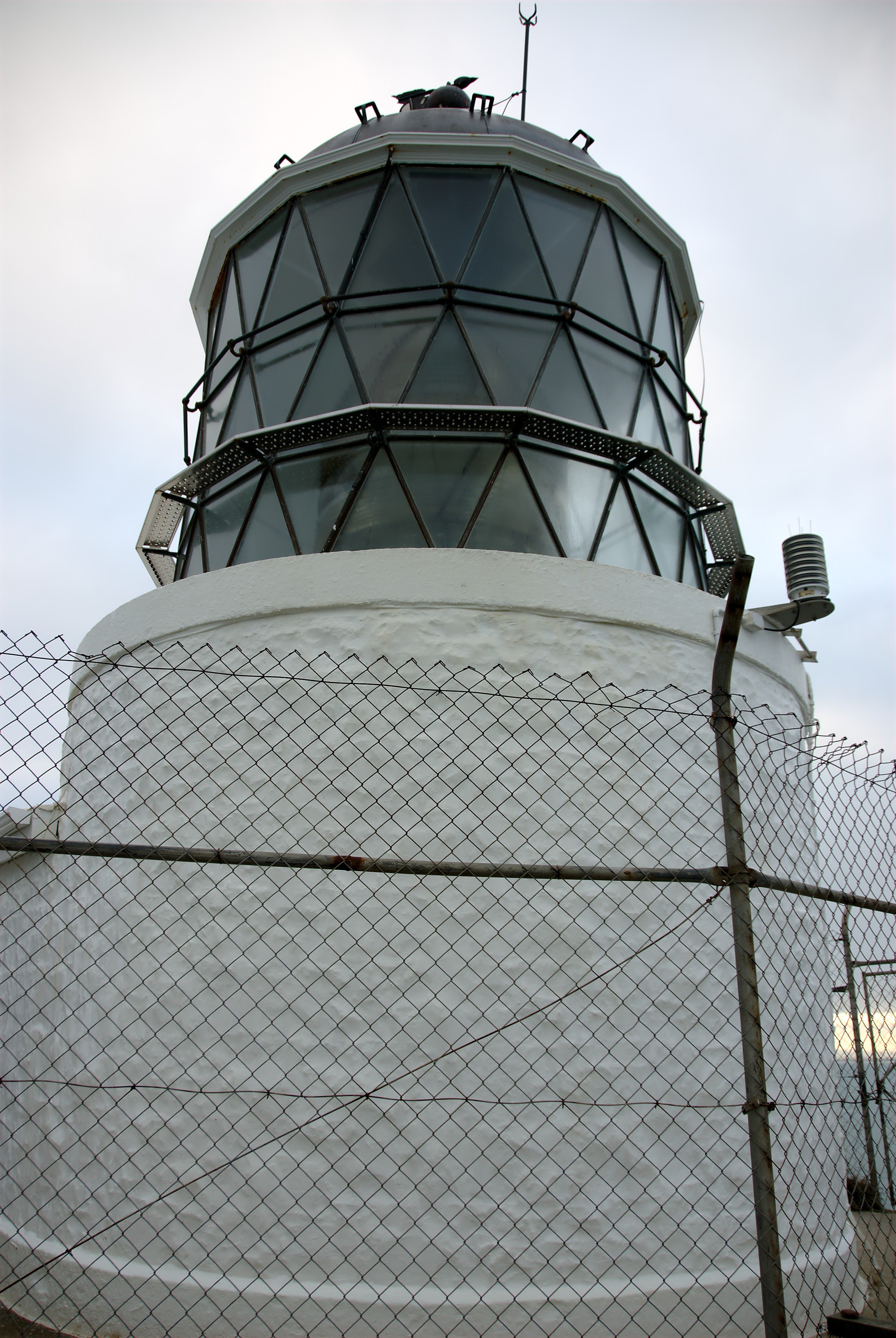
ナゲット・ポイント燈台の近影。

ナゲット・ポイント燈台は、おおよそ南緯46度27分、東経169度49分付近に存在する南島の小さな岬の突端近くに建てられている。この燈台は石造であり、燈台が建てられている場所の標高は約76 mで、石造の塔の高さは約9 mである

。
2015年現在、北島に形成された都市でニュージランドの首都であるウェリントンから遠隔操作されており、12秒に1回白色光がフラッシュするように設定されている

。
そして、この光は約18 km先まで届くとされている

。
これによって、周辺を航行する船舶の安全に寄与している。

## 観光
2015年現在、ナゲット・ポイント燈台へと行く道は万人に開放されており、燈台のすぐそばまで歩いてゆくことができるようになっている

。
この燈台へ行く道は、それほど険しいわけではなく、特別な装備も必要とせず、比較的簡単に燈台の近くまで行くことが可能である

。
しかし、燈台の内部は非公開であり、中に入ることはできない

。

## 周辺で見られる生物
ナゲット・ポイント燈台から海を見下ろすと、しばしばオットセイの群れが観察できる

。
また、岬の周囲の海には岩でできた小島や岩礁が点在しており

、この岩の上は何種類かの海鳥が繁殖に利用しているので

、そのような海鳥を見ることもできるかもしれない。この他、ナゲット・ポイント付近ではキンメペンギンやゾウアザラシなども見ることできる

。

## 歴史

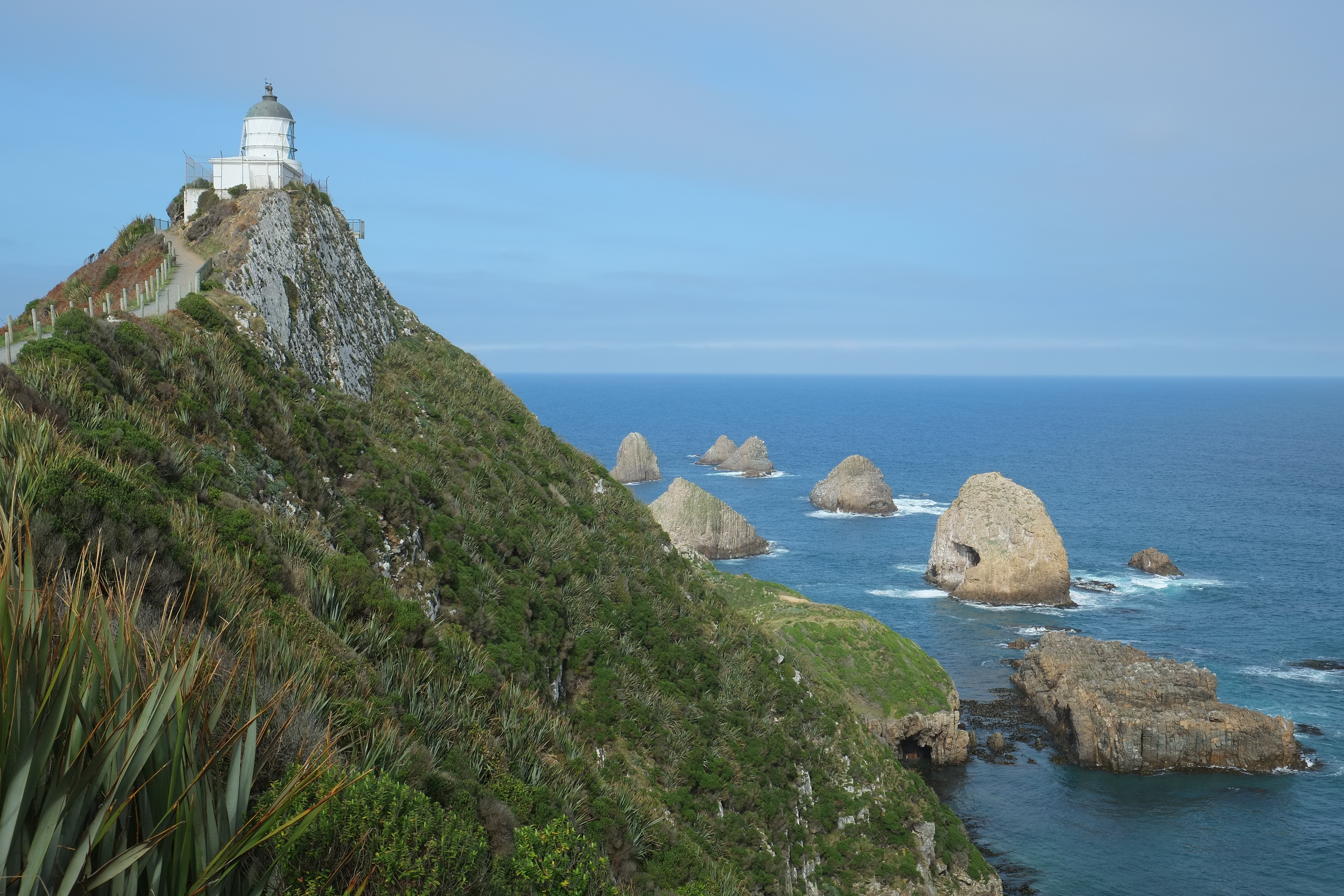
ナゲット・ポイントと燈台。

多数の岩でできた小島や岩礁が点在しているナゲット・ポイント付近の海域は、昔から海上交通の難所であり、過去に幾度も海難事故が発生した場所として知られている

。
この海難事故の大部分はクルサ川へと向かう小型船によるものだった

。
そのようなこともあり、ナゲット・ポイント燈台は、1869年から1870年にかけて建設された。設計はジェームズ・バルフォアとジェームズ・スチュアートが担当した。そして、初めて明かりがともされたのは1870年7月4日であると、燈台の前に存在する案内看板に記されている。この1870年当時は、油を燃料として炎を上げて明かりとしており、燈台守3人で燈台の管理をしていた

。
その後、1949年にディーゼル発電機を電源とする電燈を光源として使用するようになった

。
さらに、この電燈は、後にニュージーランド国内の電力供給網に接続され、発電所から電力供給を受けるようになった

。
1989年には、すでに燈台守は1人で、その家族と共に燈台に住むことで維持管理するようになっていたのだが、この1989年に燈台は完全に自動化されて無人化された

。
2006年5月には、光源が電燈からLEDに換えられ、12秒に1回白色光のフラッシュが発せられるようになり、さらに、外部からの電力供給が途絶えた時のために蓄電池を設置した

。
しかしながら、LEDに交換したことで不要となったフレネルレンズは、2015年現在においても元々の位置に設置されたままになっている

。
なお、2015年現在、北島に形成された都市でニュージランドの首都であるウェリントンから遠隔操作されている

。